# Liverpool (Nouvelle-Galles du Sud)
Pour les articles homonymes, voir Liverpool (homonymie).
Liverpool est une ville-banlieue de l'agglomération de Sydney, siège de la zone d'administration locale de Liverpool, dans l'État de Nouvelle-Galles du Sud en Australie.

## Géographie
Liverpool est située dans la plaine de Cumberland, à 27 km au sud-ouest du centre d'affaires de Sydney. Elle est baignée à l'est par le fleuve Georges.

## Histoire
Liverpool est l'un des plus anciens établissements agricoles d'Australie, fondé le 7 novembre 1810 par le gouverneur Lachlan Macquarie. Il est baptisé en l'honneur de Robert Jenkinson, comte de Liverpool, alors secrétaire d'État à la Guerre et aux Colonies. Il devient le siège d'un district municipal le 27 juin 1872.

## Démographie
La population s"élevait à 24 095 habitants en 2011 et à 27 084 habitants en 2016.